# Tatra K5AR
Татра K5AR — позначення трамваю, що вироблявся в 1970-1973 роках компанією ČKD в Празі, Чехія, і призначався для експорту в Каїр в Єгипті.

## Дизайн
Трамвай K5AR був побудований на основі вагонів Татра K-2 — це був подвійний з’єднаний вагон. Використовувалися три колісні візки — дві на початку та в кінці і одна посередині поїзду. Цікаво було, що першим класом, перевозили виключно жінок.

## Експлуатація
Прототип був вже у 1967 році. Вироблено всього 200 примірників, які експлуатувалися в Каїрі до 80-х. Це був (поруч з Манілою, де використовували трамвай RT8M), один із найекзотичніших напрямків експорту продукції ČKD.